# Diecezja Les Gonaïves
Diecezja Les Gonaïves (łac. Dioecesis Gonayvesensis) – katolicka diecezja na Haiti należąca do archidiecezji Cap-Haïtien. Została erygowana 3 października 1861 roku.

## Ordynariusze
- Joseph-François-Marie Julliot (1928 – 1936)
- Paul-Sanson-Jean-Marie Robert (1936 – 1966)
- Emmanuel Constant (1966 – 2003)
- Yves-Marie Péan C.S.C. (2003 -)